# コリトース
コリトース（colitose）およびGDP-コリトースは、マンノースから誘導される3,6-ジデオキシ糖（3,6-デオキシ-L-ガラクトース）である。ある種のバクテリアによって産生される。

## 生物学的役割
コリトースは、大腸菌や、仮性結核菌、コレラ菌、海洋微生物Pseudoalteromonas spなどのグラム陰性菌のO-抗原に見出される。
コリトースは1958年に初めて単離され、その後1962年に酵素的に合成された 。

## 生合成

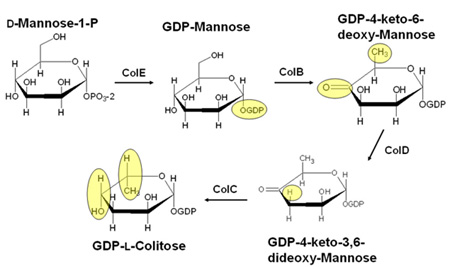
GDP-L-コリトースの生合成経路。反応点は黄色で強調している。

コリトースの生合成ではまず、マンノース-1-リン酸 グアニリルトランスフェラーゼ (ColE) によるグアノシン一リン酸 (GMP) のマンノース-1-リン酸への付加によりGDP-マンノースが生成する。次に、NADP依存性short-chain dehydrogenase-reductase (SDR) (ColB) により、4位の酸化と6位のヒドロキシル基の除去が起こる。得られたGDP-4-ケト-6-デオキシマンノースはピリドキサールリン酸 (PLP) 依存性GDP-4-ケト-6-デオキシマンノース-3-デヒドラターゼ (ColD) により、3位ヒドロキシル化が除去される。最後に、GDP-4-ケト-3,6-ジデオキシマンノースが、ColCによって4位ケトンの還元と5位立体配置の逆転を受ける。
得られたGDP-L-コリトースは、グリコシルトランスフェラーゼおよびO-抗原プロセッシングタンパク質によりO-抗原に組込まれる。さらに、O-抗原がコア多糖に結合しリポ多糖となる。

### GDP-4-ケト-6-デオキシマンノース-3-デヒドラターゼ (ColD)
ColDは、GDP-コリトースの生合成において3'位ヒドロキシル基の除去に必要な、PLP依存性酵素である。ColDはwbdk遺伝子（大腸菌O55株）あるいはcolD遺伝子（コレラ菌）の産物であり、一般的にはColDと参照される。

## バイオテクノロジーにおける利用
コリトースは比較的まれにしか存在しない糖であるが、近年のグリコシルトランスフェラーゼの研究から、コリトースのような糖を既存の天然物の骨格に導入し、それによって新奇な治療薬候補化合物を構築できることが示唆されている。